# Węgry na Mistrzostwach Świata w Lekkoatletyce 2015
Węgry na Mistrzostwach Świata w Lekkoatletyce 2015 – reprezentacja Węgier podczas Mistrzostw Świata w Pekinie liczyła 12 zawodników, z których żaden nie zdobył medalu.

## Występy reprezentantów Węgier

### Mężczyźni

#### Konkurencje biegowe
| Konkurencja                | Zawodnik    | Runda 1  | Runda 1 | Półfinał | Półfinał | Finał    | Finał   |
| Konkurencja                | Zawodnik    | Rezultat | Pozycja | Rezultat | Pozycja  | Rezultat | Pozycja |
| -------------------------- | ----------- | -------- | ------- | -------- | -------- | -------- | ------- |
| Bieg na 110 m przez płotki | Balázs Baji | 13,45    | 17. Q   | 13,51    | 19.      | NQ       | NQ      |

#### Konkurencje techniczne
| Konkurencja  | Zawodnik       | Eliminacje | Eliminacje | Finał    | Finał   |
| Konkurencja  | Zawodnik       | Rezultat   | Pozycja    | Rezultat | Pozycja |
| ------------ | -------------- | ---------- | ---------- | -------- | ------- |
| Rzut dyskiem | Zoltán Kővágó  | 61,37      | 18.        | NQ       | NQ      |
| Rzut młotem  | Ákos Hudi      | 71,15      | 27.        | NQ       | NQ      |
| Rzut młotem  | Krisztián Pars | 75,37      | 9. q       | 77,32    | 4.      |
| Rzut młotem  | Bence Pásztor  | 71,14      | 28.        | NQ       | NQ      |

### Kobiety

#### Konkurencje biegowe
| Konkurencja   | Zawodniczka       | Runda 1  | Runda 1 | Półfinał | Półfinał | Finał    | Finał   |
| Konkurencja   | Zawodniczka       | Rezultat | Pozycja | Rezultat | Pozycja  | Rezultat | Pozycja |
| ------------- | ----------------- | -------- | ------- | -------- | -------- | -------- | ------- |
| Chód na 20 km | Viktória Madarász | —        | —       | —        | —        | 1:32:01  | 15.     |

#### Konkurencje techniczne
| Konkurencja    | Zawodniczka   | Eliminacje | Eliminacje | Finał      | Finał   |
| Konkurencja    | Zawodniczka   | Rezultat   | Pozycja    | Rezultat   | Pozycja |
| -------------- | ------------- | ---------- | ---------- | ---------- | ------- |
| Skok wzwyż     | Barbara Szabó | 1,80       | 26.        | NQ         | NQ      |
| Pchnięcie kulą | Anita Márton  | 18,85      | 4. Q       | 19,48 (NR) | 4.      |
| Rzut młotem    | Réka Gyurátz  | 68,26      | 19.        | NQ         | NQ      |
| Rzut młotem    | Éva Orbán     | 64,57      | 28.        | NQ         | NQ      |

| Siedmiobój    | Siedmiobój         | Siedmiobój | Siedmiobój | Siedmiobój |
| Zawodniczka   | Konkurencja        | Wynik      | Punkty     | Pozycja    |
| ------------- | ------------------ | ---------- | ---------- | ---------- |
| Xénia Krizsán | Bieg na 100 m p.pł | 13,70      | 1021       | 18.        |
| Xénia Krizsán | Skok wzwyż         | 1,80 (SB)  | 978        | 17.        |
| Xénia Krizsán | Pchnięcie kulą     | 14,12      | 802        | 9.         |
| Xénia Krizsán | Bieg na 200 m      | 25,27      | 862        | 26.        |
| Xénia Krizsán | Skok w dal         | 6,16 (SB)  | 899        | 12.        |
| Xénia Krizsán | Rzut oszczepem     | 49,17      | 844        | 8.         |
| Xénia Krizsán | Bieg na 800 m      | 2:13,36    | 916        | 8.         |
| Razem         | Razem              | Razem      | 6322 (PB)  | 8.         |

| Siedmiobój               | Siedmiobój         | Siedmiobój | Siedmiobój | Siedmiobój |
| Zawodniczka              | Konkurencja        | Wynik      | Punkty     | Pozycja    |
| ------------------------ | ------------------ | ---------- | ---------- | ---------- |
| Györgyi Zsivoczky-Farkas | Bieg na 100 m p.pł | 13,85 (PB) | 1000       | 23.        |
| Györgyi Zsivoczky-Farkas | Skok wzwyż         | 1,86 (PB)  | 1054       | 3.         |
| Györgyi Zsivoczky-Farkas | Pchnięcie kulą     | 14,13      | 803        | 8.         |
| Györgyi Zsivoczky-Farkas | Bieg na 200 m      | 25,43 (PB) | 848        | 30.        |
| Györgyi Zsivoczky-Farkas | Skok w dal         | 6,29 (SB)  | 940        | 6.         |
| Györgyi Zsivoczky-Farkas | Rzut oszczepem     | 49,30 (SB) | 847        | 7.         |
| Györgyi Zsivoczky-Farkas | Bieg na 800 m      | 2:14,71    | 897        | 12.        |
| Razem                    | Razem              | Razem      | 6389 (PB)  | 6.         |